# Mistrzowie strongman: Szwecja
Mistrzowie strongman: Szwecja (Sveriges Starkaste Man) – doroczne, indywidualne zawody siłaczy, organizowane w Szwecji.

## Mistrzowie
| Rok  | Mistrz            |
| ---- | ----------------- |
| 1995 | Magnus Samuelsson |

| Rok  | Mistrz              | Wicemistrz          | Drugi Wicemistrz    |
| ---- | ------------------- | ------------------- | ------------------- |
| 1996 | Magnus Samuelsson   | Jorma Paananen      | Torbjörn Samuelsson |
| 1997 | Magnus Samuelsson   | Jörgen Ljungberg    | Torbjörn Samuelsson |
| 1998 | Torbjörn Samuelsson | Jorma Paananen      | nieznany            |
| 1999 | Magnus Samuelsson   | Jorma Paananen      | Torbjörn Samuelsson |
| 2000 | Magnus Samuelsson   | Torbjörn Samuelsson | Anders Johansson    |
| 2001 | Magnus Samuelsson   | Torbjörn Samuelsson | Anders Johansson    |
| 2002 | Torbjörn Samuelsson | Anders Johansson    | Jorma Paananen      |
| 2003 | Magnus Samuelsson   | Jörgen Ljungberg    | Kalle Lane          |
| 2004 | Magnus Samuelsson   | Jörgen Ljungberg    | Benny Wennberg      |
| 2005 | Magnus Samuelsson   | Anders Johansson    | Robert Brolin       |
| 2006 | Anders Johansson    | Björn Andersson     | Tomas Karlsson      |
| 2007 | Anders Johansson    | Stefan Bergqvist    | Daniel Wiklund      |
| 2008 | Anders Johansson    | Peter Rundberg      | Stefan Bergqvist    |
| 2009 | Johannes Årsjö      | Anders Johansson    | Mikael Hoffner      |